# Banco Caroní
El Banco Caroní es una institución financiera venezolana de capital nacional privada especializada en banca universal. Tiene su base en Ciudad Guayana. Es el 13º banco más grande del país según SUDEBAN.

## Historia
Banco Caroní abrió sus operaciones al público el 2 de agosto de 1982 al inaugurar su sede corporativa y oficina principal en Ciudad Guayana, Estado Bolívar. Desde el comienzo, la institución fue concebida como una idea asociada al proyecto de apoyar el crecimiento de la región a través de planes especiales de financiamiento para las pequeñas y medianas empresas.
A partir de 1986, Arístides Maza Tirado asume la presidencia de Banco Caroní, iniciando un proceso de reestructuración interna que se traduce en la creación de unidades administrativas especializadas que potencian el crecimiento de la institución financiera.

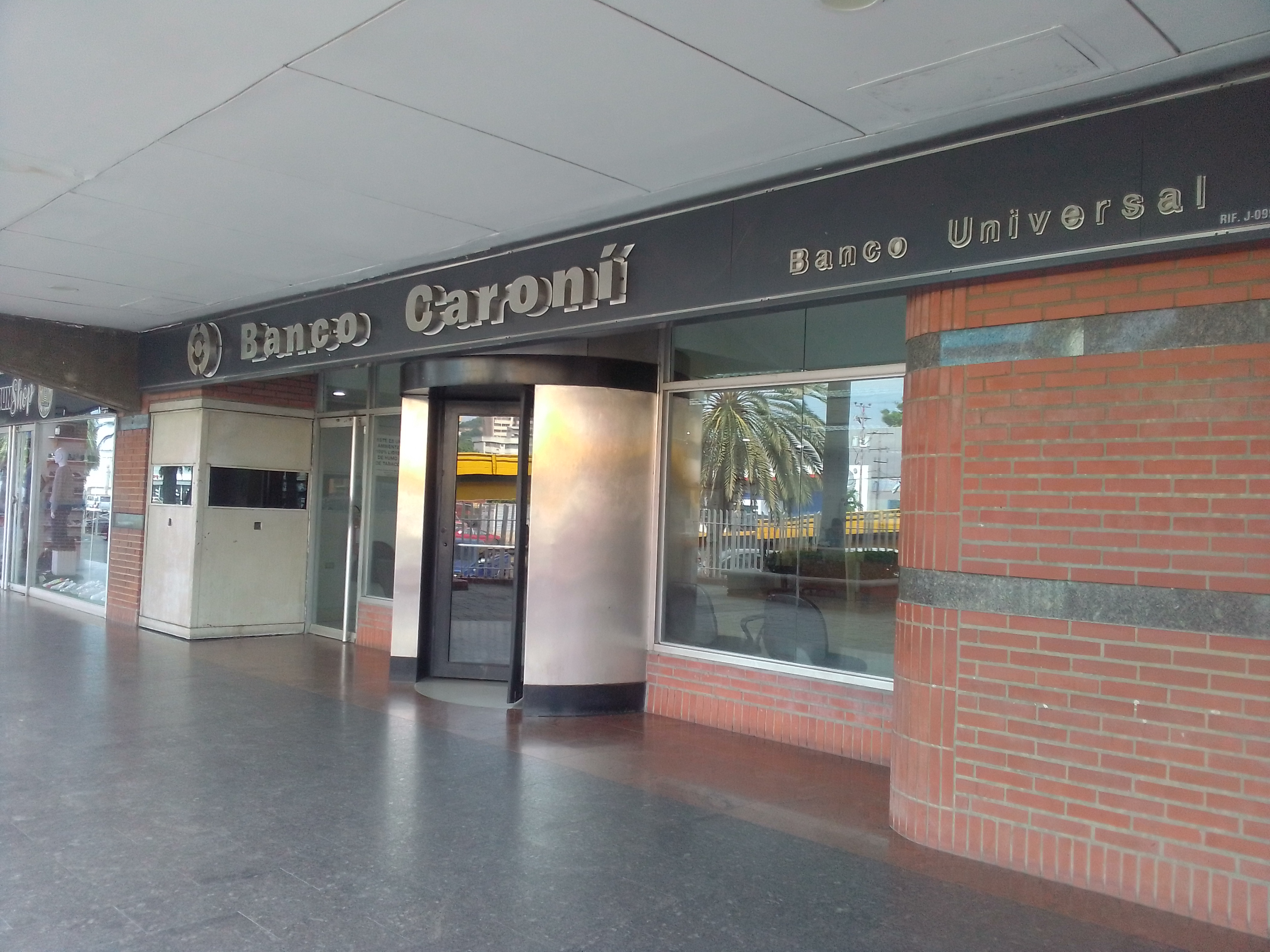
Sede del banco en Puerto La Cruz

En 1990, la Asamblea de Accionistas decide cambiar la denominación Banco del Caroní, C.A. a Banco Caroní, C.A. Para 1992 Banco Caroní comienza a funcionar como Fiduciario con la incorporación del Departamento de Fideicomiso y continúa la expansión a nivel de la Red de Oficinas al abrir ocho nuevas agencias. Igualmente, los clientes de la institución comienzan a disfrutar de servicios como cajeros automáticos, conformación de cheques, consulta telefónica de saldos, atención al cliente, Tarjeta de Crédito Visa y Master Card.
El 25 de junio de 1997, Banco Caroní, C.A. se convierte en Banca Universal, denominación que le facilita ampliar su oferta de servicios financieros. Para la fecha, los accionistas de la institución deciden invertir capital en un aliado comercial que en paralelo trabaja por el fortalecimiento del Sur Oriente del país, el Banco Guayana, convirtiéndose así en propietario de la mitad de su capital accionario.
Durante los años 1998 y 1999, el Banco Caroní, C.A. Banco Universal incorpora a su red de oficinas veinticuatro nuevas agencias lo cual le garantiza mayor presencia en los estados Zulia, Nueva Esparta, Táchira, Estado Anzoátegui, Miranda, Lara y Carabobo, entre otros. 

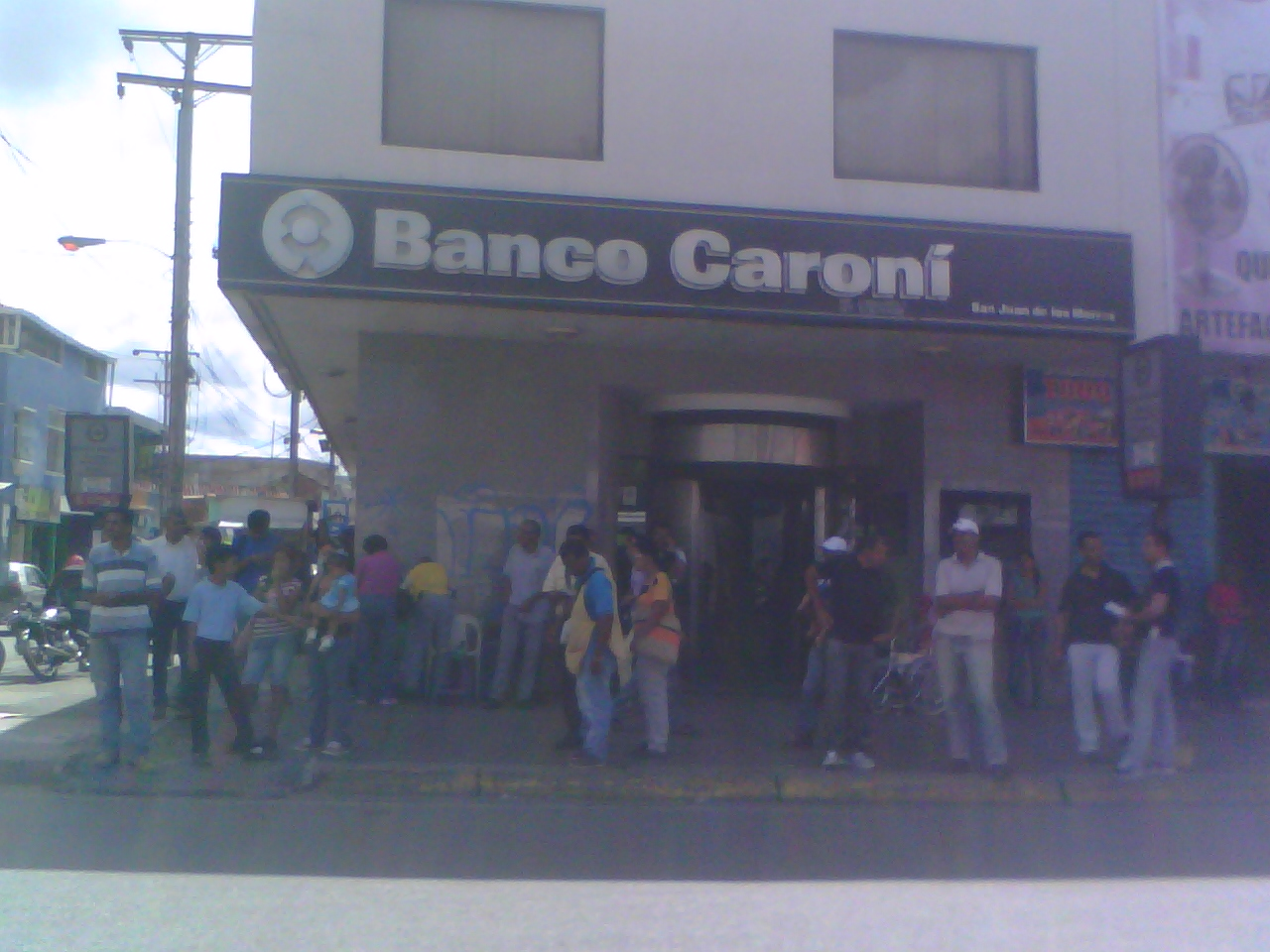
Banco Caroni, Av. Bolívar, Calle Ribas, San Juan de los Morros, Estado Guarico

En el 2000 firma un convenio con la Tarjeta de Débito Maestro y se inauguran nueve agencias. En el 2002, al cumplir sus primeros 20 años de exitosa trayectoria, el Banco celebra no sólo el haber contribuido al progreso de la Región de Guayana y el Oriente venezolano, sino también el logro de posicionarse como una de las instituciones financieras regionales con mayor presencia nacional, razones que motivan a la organización a continuar su ascenso en la Red de Agencias. Para mediados de 2007 contaba con 97 agencias en 23 de las 24 entidades federales del país. En 2011, tiene 124 oficinas en todo el país.
En junio de 2012, Banco Caroní se fusiona con Banco Guayana, C.A., haciendo que este banco dejase de funcionar ese mismo año. Con esta fusión, Banco Caroní pasa a ocupar un lugar preponderante dentro del sistema financiero nacional, convirtiéndose en líder de las regiones de Guayana y Oriente del país; con una amplia y cómoda red de agencias de más de 100 oficinas a nivel nacional, adicionalmente en julio de ese mismo año Davivienda compra las acciones del Banco Caroní y se convierte en la nueva filial fuera de Colombia.
Banco Caroní, C.A. Banco Universal retribuye de esta manera la confianza que toda nuestra apreciada clientela regional y nacional